# Turpi
Turpi mesefigura, Csire Gabriella költött alakja. Több mese, meseregény és egy singspiel (zenés mesejáték) főhőse. 

## Pályafutása
A szerző a Turpi nevet a turpiság (franciául: turpitude) szóból képezte. A háromszéki Bálványosfürdőn nyaralót neveztek el róla.

## A Turpi-könyvek
- Csire Gabriella, Csire József: Szavak Háza – A varázsló kosara, 2007, (eredeti címe: Turpi és a Szavak Háza).
- Csire Gabriella: Turpi lak (illusztráció: Felszegi Stefánia) 2002.
- Csire Gabriella: Turpi és Világjáró Kópé, (illusztráció: Karancsi Sándor) 1976.
- Csire Gabriella: Turpi meséi (illusztráció: Labancz László) 1971.